# La Toba (Guadalajara)
La Toba es un municipio y localidad española de la provincia de Guadalajara, en la comunidad autónoma de Castilla-La Mancha. El término municipal tiene una población de 75 habitantes (INE 2024).

## Geografía
La localidad está situada a una altitud de 939 m sobre el nivel del mar.
| Noroeste: Zarzuela de Jadraque                | Norte: Hiendelaencina y Congostrina | Noreste: Pinilla de Jadraque |
| Oeste: Semillas                               |                                     | Este: Medranda               |
| Suroeste: Cogolludo y San Andrés del Congosto | Sur: Membrillera                    | Sureste: Jadraque            |

## Historia
Hacia mediados del siglo XIX, el lugar tenía contabilizada una población de 540 habitantes. La localidad aparece descrita en el decimocuarto volumen del Diccionario geográfico-estadístico-histórico de España y sus posesiones de Ultramar de Pascual Madoz de la siguiente manera:

TOBA (la): v. con ayunt. en la prov. de Guadalajara (8 leg.), part. jud. de Atienza (4), aud. terr. de Madrid (18), c. g. de Castilla la Nueva, dióc. de Sigüenza (5). sit. en la pendiente de una pequeña cuesta, combatida de los vientos N., NE. y SO.; su clima es frio, y las enfermedades mas comunes pulmonias, dolores de costado y reumas; tiene 135 casas; la consistorial, cárcel, escuela de instruccion primaria, frecuentada por 40 alumnos, dotada con 1,200 rs.; una fuente de buen agua; una igl. parr. (San Juan Bautista) servida por un cura y un sacristan; confina el térm. con los de Congostrina, Alcorlo, Pinilla, Medranda, Castiblanco, Membrillera y San Andrés del Congosto; dentro de él se encuentran siete manantiales de buenas aguas, y tres ermitas (San Roque, La Soledad y Ntra. Sra. de Consolacion): el terreno es llano y de buena calidad; le baña un pequeño arroyo; hay un monte poblado de roble y encina. caminos: los que dirigen á los pueblos limítrofes. correo: se recibe y despacha en la estafeta de Jadraque: prod.: trigo, cebada, centeno, avena, garbanzos, judias, patatas, cáñamo, melones, sandias, uvas, hortalizas, leñas de combustible y yerbas de pasto, con las que se mantiene ganado lanar, vacuno y de cerda; hay caza de conejos, liebres y perdices; pesca de barbos, bogas, cachos, algunas anguilas y pocas truchas. ind.: la agrícola y recriacion de ganados, principalmente el de cerda. pobl.: 125 vec., 540 alm. cap. prod.: 2.145,000 rs. imp.: 247,200. contr.: 22,100.
(Madoz, 1849, p. 767)

## Demografía
La Toba cuenta con una población de 75 habitantes (INE 2024).
| Gráfica de evolución demográfica de La Toba entre 1842 y 2021 |
| |
| Población de derecho según los censos de población del INE Población de hecho según los censos de población del INEEntre el censo de 1991 y el anterior, crece el término del municipio porque incorpora a Alcorlo |

## Símbolos
El escudo heráldico y la bandera que representan al municipio fueron aprobados oficialmente el 28 de febrero de 2011. El escudo se blasona de la siguiente manera:

Escudo cuartelado: En el primer cuartel, sobre campo púrpura un castillo de oro donjonado, almenado de tres torres, con catorce ventanas y una puerta aclarados en sable. En el segundo cuartel, blasón de los Mendoza cuartelado en souter primer y cuarto campo de gules una banda de sinople perfilada en oro y segundo y tercer en campo de oro la salutación angélica Ave María en el segundo, Gratia Plena en el tercero, toda la salutación en azur. En el tercer cuartel, sobre campo de oro, la representación de la Picota de la Villa de la Toba en púrpura. En el cuarto cuartel, sobre campo de gules una Tao de plata surmontada de una L también en plata. Se timbra con la corona real de España.
Diario Oficial de Castilla-La Mancha nº 48 de 10 de marzo de 2011

La descripción textual de la bandera es la siguiente:

Bandera rectangular, de proporciones 2/3, en color rojo carmesí, cargada en el centro con el Escudo Heráldico del municipio.
Diario Oficial de Castilla-La Mancha nº 48 de 10 de marzo de 2011

## Monumentos
La Picota del siglo XVI es la construcción más importante de la localidad. Este monumento servía para la aplicación de las sentencias sobre los reos, que no siempre implicaban la pena de muerte.
En la localidad hay una iglesia parroquial bajo la advocación de San Juan Bautista. Data de finales del siglo XIV y es de estilo románico rural.